# Charles Godefroid Félix François Delhaise
Charles Godefroid Félix François Delhaise, né le 1er janvier 1867 à Huy, mort le 19 août 1932 à Nice, était un commissaire adjoint de district.
En 1897, il combat aux côtés de Francis Dhanis lors de la révolte des Batetela,.
En 1911, il est gouverneur provincial, commandant, Chef du Zone de Stanley Falls. Il envoie à Bruxelles des artefacts sur la société secrète des Anioto, les hommes-léopards.
Il épouse Marie-Louise Arnould, auteur. En 1914, sa fille Olga née en 1912 née à Monveda, décède à Upoto.
Avec son second, Decorte, Il s'intéressa aussi au culte Nebeli, et fut accusé de le laisser se propager dans le district d'Aruwimi, ce qui mit fin à sa carrière.
Il vit au Congo en 1922.

## Ouvrages
- Les Warega (1909)[9],[10]
- Chez les Wasongola du Sud, Bantu ou Ba-Bili, 1909[11],[12],[13].